# Metaleurodicus lacerdae
Metaleurodicus lacerdae is een halfvleugelig insect uit de familie witte vliegen (Aleyrodidae), onderfamilie Aleurodicinae.
De wetenschappelijke naam van deze soort is voor het eerst geldig gepubliceerd door Signoret in 1883.